# Рид, Эстель
Эстель Рид (англ. Estelle Reed, в замужестве Рид-Деброт, англ. Reed Debrot; 14 февраля 1904, Сан-Франциско — 25 августа 1996, Боулдер) — американская танцовщица, балетмейстер, переводчица.

## Биогарфия
В 1912—1919 гг. училась в Милане у артистки балета Ла Скала Эльвиры Морозини. Вернувшись в Калифорнию, поступила в балетную школу Фёдора Козлова в Лос-Анджелесе, где занималась под руководством Наташи Рамбовой, Веры Фредовой и Александры Балдиной. Участвовала в различных постановках Козлова, в том числе в танцах для фильмов Сесила Демилля. В 1923 г. открыла собственную балетную студию в Сан-Франциско, первоначально в партнёрстве с Козловым, а с 1926 г. под собственным именем; среди её учеников Мэй О’Доннелл. Во второй половине 1920-х гг. совершенствовала своё мастерство во Франции у Александра Волинина и Висенте Эскудеро. Получила прозвище «поэтесса ритма». В начале 1930-х гг. недолгое время руководила Балетом Сан-Франциско.

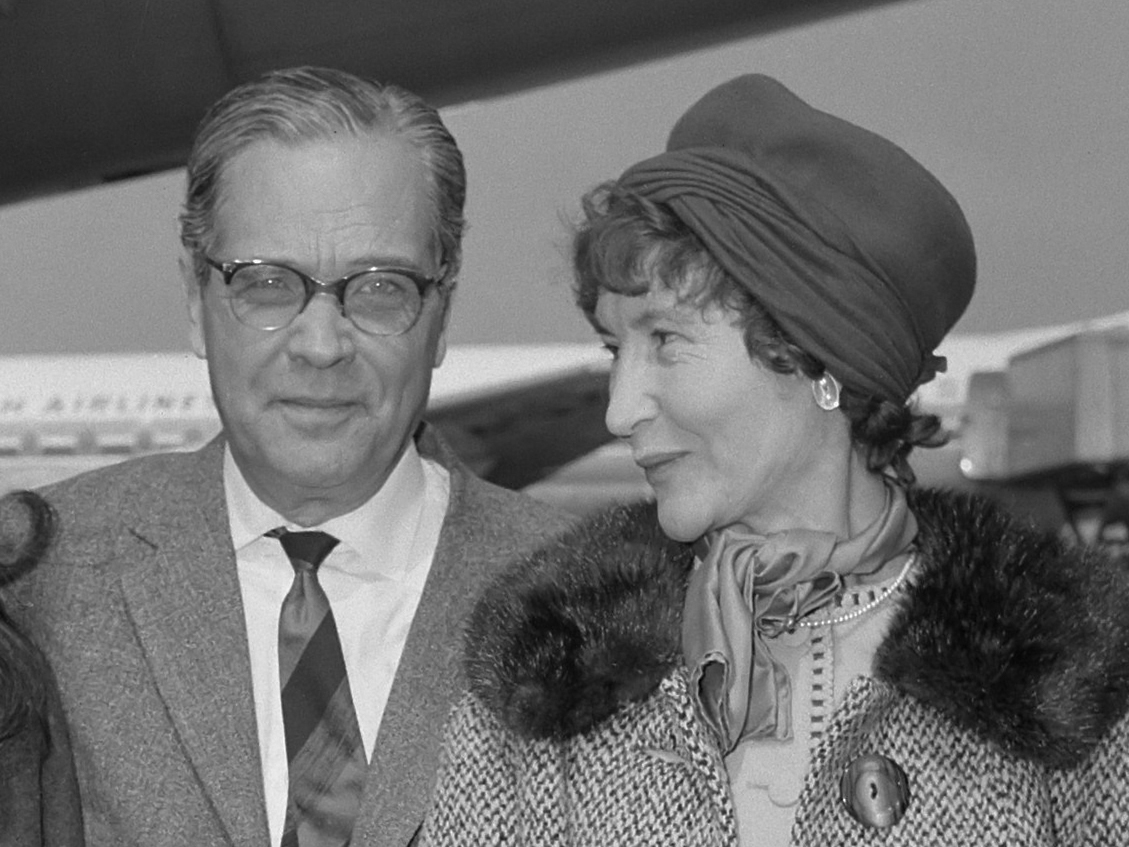
Кола Деброт и Эстель Рид-Деброт (1963)

В 1936 году вышла замуж за Колу Деброта, писателя, уроженца, а затем губернатора Нидерландских Антильских островов, и оставила балетную карьеру. В поздние годы переводила с нидерландского на английский произведения своего мужа («Моя сестра негритянка», «Страницы из Женевского дневника», 1958) и Берта Схирбека.
Портрет Эстель Рид написал Карел Виллинк, она также изображена на «Двойном портрете» (1937) вместе с женой художника Вилмой.